# Кевін Систром
Кевін Систром (англ. Kevin Systrom, 30 грудня 1983, Голлістон) — американський підприємець і програміст, співзасновник всесвітньо відомої соціальної мережі «Instagram». Мільярдер.